# 限制級褓母
是一部2005年的美國動作喜劇片，由亞當·宣克曼執導，湯瑪斯·藍儂、班·蓋蘭特編劇，馮·迪索、蘿倫·葛拉漢、費絲·福特、布蘭特妮·斯諾、麥斯·西利歐、凱洛·凱恩、布萊德·蓋瑞特主演，該片在2005年3月於美國上映，華特迪士尼影業出品，開片首週賺進3千萬美元，這部片也是馮·迪索拍攝過唯一一部適合孩童觀賞的影片。

## 劇情
尚恩·沃虎中尉 (馮·迪索飾演)是一位美國海豹部隊的軍事菁英，在一次救援人質的任務中失敗，人質遭到殺害，所幸沃虎尚無大礙。後來沃虎被指派新的任務，任務是要保護這名人質的家人，這位人質是霍華·普隆默，他是國防部通訊專家，寫出一套程式名為「幽靈」的擾亂通訊程式，但也是因此而遭到殺害。沃虎起初任務是保護普隆默的五名小孩，三男兩女的安全，但是卻意外的變成這五名小孩的褓母，從叛逆高中生到剛出生的嬰兒，於是沃虎便學習著如何當褓母。
起初普隆默家的小孩都並不喜歡沃虎，直到家中遭到不明份子侵入後，靠著沃虎的保護才安全，於是大家一同合作，沃虎開始教導大女兒柔伊開車、執行大兒子塞斯的話劇導演工作、教導幺女露露的童軍小隊童軍活動、跳舞哄二兒子彼得入睡，或是替嬰兒泰勒換尿布等，雙方一直維持著良好的關係，而普隆默家的媽媽茱莉則是與沃虎的長官比爾上尉希望拿到霍華生前製作的程式，最後耗費了將近三個禮拜才找到了關鍵鑰匙。
當茱莉與比爾回國後，也就代表著沃虎的任務結束，意外的是前一陣子的入侵者與比爾為一夥，五個孩子遭綁，茱莉則被比爾挾持著，沃虎則被比爾打昏。五個孩子最後自立起來，先脫困並且找到了沃虎，沃虎讓他們先出去求救，自己則是要救出茱莉，沃虎找到茱莉之後，比爾要沃虎突破霍華所設定的密碼，密碼就是他們爸爸生前教他的孩子們的企鵝舞，每天晚上嬰兒泰勒都會要求沃虎跳給他看，後來沃虎也順利的破解，最後在與比爾的打鬥中將比爾打昏，救出了茱莉，而另一方面，五名孩子因為無照駕車追來了一堆警察，後來回到了家中後，與沃虎會合，警察雖然趕來但是同時也被入侵者拿槍指著，後來沃虎與孩子學校的校長合作，制伏了入侵者，成功將比爾以及入侵者逮捕，於是一切都回歸正常了。

## 演員
| 演員                 | 角色                                          |
| -------------------- | --------------------------------------------- |
| 馮·迪索              | 肖恩·沃虎少尉 Lieutenant Shawn Wolfe          |
| 勞倫·格雷厄姆        | 克萊兒·佛萊契校長 Principal Claire Fletcher   |
| 布蘭特妮·斯諾        | 柔伊·普隆默 Zoe Plummer                       |
| 麥斯·希羅            | 塞斯·普隆默 Seth Plummer                      |
| 摩根·約特            | 璐璐·普隆默 Lulu Plummer                      |
| 克里斯·波特          | 比爾·福塞特上校 Captain Bill Fawcett          |
| 布萊德·蓋瑞特        | 德懷恩·墨尼副校長 Vice Pricipal Dwayne Murney |
| 費絲·福特            | 茱莉·普隆默 Julie Plummer                     |
| 凱洛·凱恩            | 海爾嘉 Helga                                  |
| 凱根·胡佛、羅根·胡佛 | 彼得·普隆默 Peter Plummer                     |
| 波和路克·馮克        | 泰勒·普隆默 Tyler Plummer                     |
| 坦特·唐納文          | 霍華·普隆默 Howard Plummer                    |

## 相似電影
- 《絕地奶霸系列》
- 《啦妹當家（英语：Man of the House (2005 film)）》
- 《魔鬼孩子王》
- 《鄰家特務》
- 《超級盃奶爸》
- 《寶貝計畫》

## 外部連結
- （英文） 官方网站
- （英文） 互联网电影数据库（IMDb）上《限制級褓母》的资料（英文）
- （中文） Yahoo奇摩電影上《限制級褓母》的資料（繁體中文）